# Sjöfn
Sjöfn é uma das Asynjur na mitologia nórdica. Se  menciona brevemente em  Edda em prosa de Snorri Sturluson.